# Cordier du Cotentin
Pour les articles homonymes, voir Cordier (homonymie).

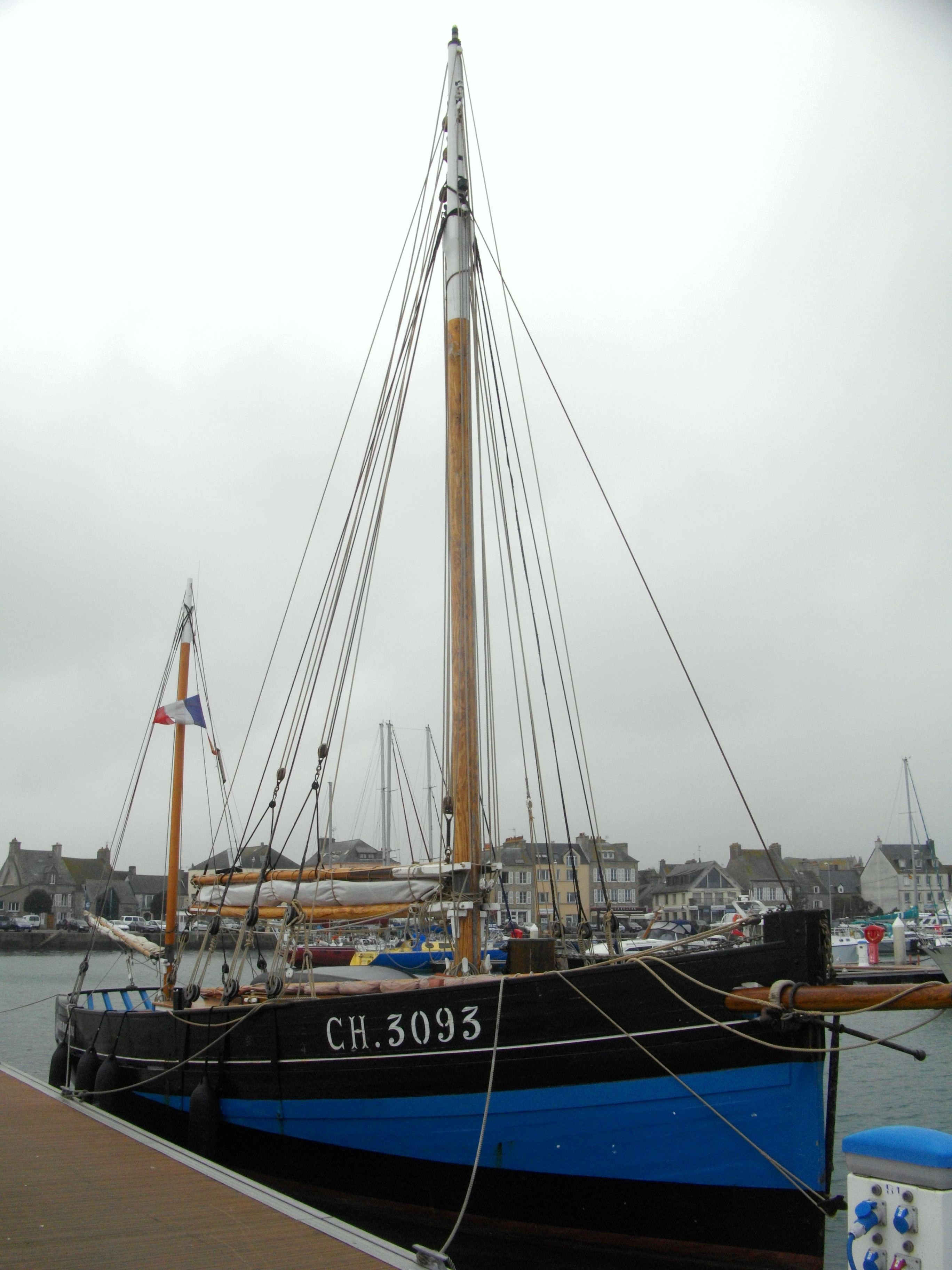
La Marie-Madeleine, cordier du Cotentin, à Saint-Vaast-la-Hougue.

Le cordier du Cotentin est un bateau de pêche à voile d'une dizaine de mètres.  Construit dans le Cotentin de la fin du XIXe au début du XXe siècle, il tire son nom des cordes de pêche, appelées aussi les baux, utilisées pour les prises et lovées à bord dans des paniers, les maunes. Le bautier de Barfleur est un cordier construit dans le port de Barfleur, principalement aux chantiers Bellot. Les deux noms sont ainsi presque synonymes.